# Константин Симонов
Константин (Кирил) Михайлович Симонов (28 ноември 1915, Санкт Петербург – 28 август 1979, Москва) – руски писател, обществен деец, журналист и военен кореспондент. Герой на социалистическия труд (27 септември 1974). Член на КПСС от 1942 г. Носител на Държавна награда на СССР – 1942, 1943, 1946, 1947, 1949 и 1950 г.

## Биография
Не познава родния си баща. Отгледан е от втори баща, преподавател във Военномедицинска академия, който по-късно става командир в Червената армия. Детството му преминава във военни лагери. Семейството му не е богато. През 1931 г. се преместват в Москва. През 1938 г. Константин Симонов завършва литературния институт. По това време той вече е написал няколко големи произведения – в списанията „Млада гвардия“ и „Октомври“. През 1938 г. е приет в Съюза на съветските писатели.

## Творчество
- „Истински хора“ – 1938 г.
- „Приятели и врагове“ – 1948 г.
- „В името на дружбата“ – 1961 г.
- „Три тетрадки“ – 1964 г.
- „Обикновена история“ – пиеса – 1940 г.
- „Руски хора“ – пиеса – 1942 г.
- „Руският въпрос“ – пиеса – 1946 г.
- „Четвъртият“ – пиеса – 1961 г.
- „Другари по оръжие“ – роман – 1952 г.
- „Живите и мъртвите“ – роман – 1959 г.
- „Хората не се раждат войници“ – роман – 1964 г.
- „Последно лято“ – роман – 1971 г.